# Benjamin Bailly

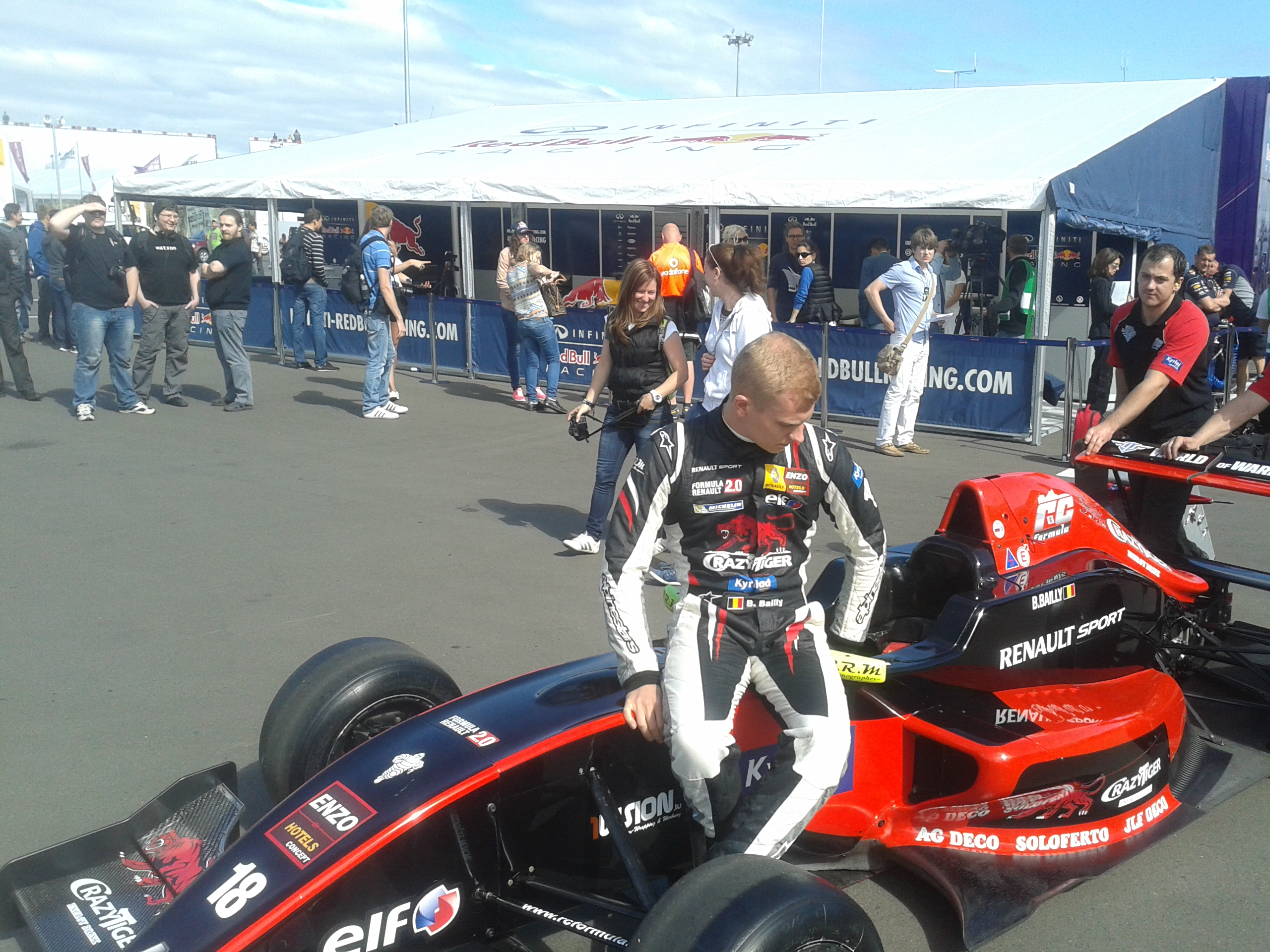
Benjamin Bailly (2013)

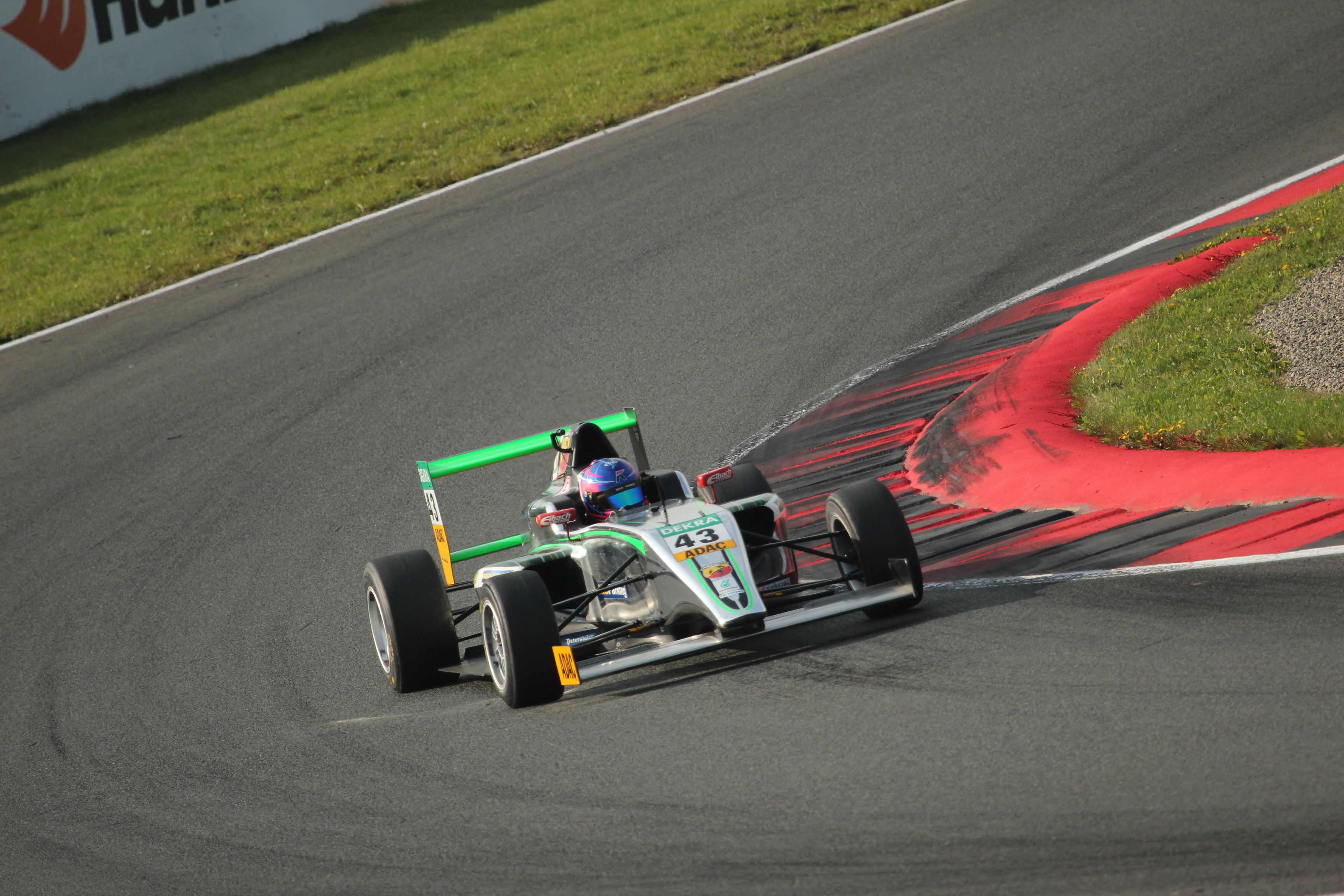
Benjamin Bailly in Oschersleben in der deutschen Formel 4 Meisterschaft 2015

Benjamin Bailly (* 22. Mai 1990 in Lüttich) ist ein ehemaliger belgischer Automobilrennfahrer.

## Karriere
Bailly begann seine Motorsportkarriere 2004 im Kartsport, in dem er bis 2008 aktiv war. Außerdem gab er 2008 bei zwei Rennen der westeuropäischen Formel Renault sein Debüt im Formelsport. 2009 wechselte er komplett in den Formelsport und trat in der Formul'Academy Euro Series an. Er gewann sechs von 14 Rennen und sicherte sich mit weiteren fünf Podest-Platzierungen auf Anhieb den Meistertitel. 2010 wechselte Bailly in die FIA-Formel-2-Meisterschaft. Bei seinem Heimrennen in Zolder gelang ihm beim achten Rennen sein erster Formel-2-Sieg. Er beendete die Saison auf dem siebten Gesamtrang.
2011 fand Bailly kein Engagement im Formelsport. Er trat im GT-Sport in der Blancpain Endurance Series für VDS Racing Adventures an. Er wurde 21. in der GT3 Gentlemen Trophy. Außerdem fuhr er 2011 in der Radical European Masters, in der er den 17. Rang in der Master-Wertung erreichte. 2012 nahm Bailly im Formelsport an zwei Rennen der alpinen Formel Renault für RC Formula teil. Darüber hinaus erreichte er den 24. Platz in der Master-Klasse der Radical European Masters. 2013 bestritt Bailly für RC Formula die komplette Saison im Formel Renault 2.0 Eurocup. Er blieb ohne Punkte und wurde 28. in der Fahrerwertung.
2013 und 2014 war Bailly erneut im Kartsport aktiv. Dabei wurde er Kartweltmeister in der KWC-Klasse. Darüber hinaus nahm er an Breitensportrennen teil. 2015 trat Bailly zu einer Veranstaltung der deutschen Formel-4-Meisterschaft an und erzielte dabei Punkte.

## Statistik

### Karrierestationen
| - 2004–2008: Kartsport - 2008: Westeuropäische Formel Renault - 2009: Formul'Academy Euro Series (Meister) - 2010: Formel 2 (Platz 7) | - 2011: Blancpain Endurance Series, GT3 Gentleman (Platz 21) - 2011: Radical European Masters, Masters (Platz 17) - 2012: Alpine Formel Renault | - 2012: Radical European Masters, Masters (Platz 21) - 2013: Formel Renault 2.0 Eurocup (Platz 28) - 2013–2014: Kartsport - 2015: Deutsche Formel 4 (Platz 28) |

### Einzelergebnisse in der deutschen Formel-4-Meisterschaft
| Jahr | Team           | 1   | 2   | 3   | 4   | 5   | 6   | 7   | 8   | 9   | 10  | 11  | 12  | 13  | 14  | 15  | 16  | 17  | 18  | 19  | 20  | 21  | 22  | 23  | 24  | Punkte | Rang |
| ---- | -------------- | --- | --- | --- | --- | --- | --- | --- | --- | --- | --- | --- | --- | --- | --- | --- | --- | --- | --- | --- | --- | --- | --- | --- | --- | ------ | ---- |
| 2015 | RS Competition | OS1 | OS1 | OS1 | SPI | SPI | SPI | SPA | SPA | SPA | LAU | LAU | LAU | NÜR | NÜR | NÜR | SAC | SAC | SAC | OS2 | OS2 | OS2 | HOC | HOC | HOC | 2      | 28.  |
| 2015 | RS Competition |     |     |     |     |     |     |     |     |     |     |     |     |     |     |     |     |     |     | 17  | 9   | 14  |     |     |     | 2      | 28.  |

| Legende  | Legende            | Legende                                                          |
| Farbe    | Abkürzung          | Bedeutung                                                        |
| -------- | ------------------ | ---------------------------------------------------------------- |
| Gold     | –                  | Sieg                                                             |
| Silber   | –                  | 2. Platz                                                         |
| Bronze   | –                  | 3. Platz                                                         |
| Grün     | –                  | Platzierung in den Punkten                                       |
| Blau     | –                  | Klassifiziert außerhalb der Punkteränge                          |
| Violett  | DNF                | Rennen nicht beendet (did not finish)                            |
| Violett  | NC                 | nicht klassifiziert (not classified)                             |
| Rot      | DNQ                | nicht qualifiziert (did not qualify)                             |
| Rot      | DNPQ               | in Vorqualifikation gescheitert (did not pre-qualify)            |
| Schwarz  | DSQ                | disqualifiziert (disqualified)                                   |
| Weiß     | DNS                | nicht am Start (did not start)                                   |
| Weiß     | WD                 | zurückgezogen (withdrawn)                                        |
| Hellblau | PO                 | nur am Training teilgenommen (practiced only)                    |
| Hellblau | TD                 | Freitags-Testfahrer (test driver)                                |
| ohne     | DNP                | nicht am Training teilgenommen (did not practice)                |
| ohne     | INJ                | verletzt oder krank (injured)                                    |
| ohne     | EX                 | ausgeschlossen (excluded)                                        |
| ohne     | DNA                | nicht erschienen (did not arrive)                                |
| ohne     | C                  | Rennen abgesagt (cancelled)                                      |
| ohne     | keine WM-Teilnahme |                                                                  |
| sonstige | P/fett             | Pole-Position                                                    |
| sonstige | 1/2/3/4/5/6/7/8    | Punktplatzierung im Sprint-/Qualifikationsrennen                 |
| sonstige | SR/kursiv          | Schnellste Rennrunde                                             |
| sonstige | *                  | nicht im Ziel, aufgrund der zurückgelegten Distanz aber gewertet |
| sonstige | ()                 | Streichresultate                                                 |
| sonstige | unterstrichen      | Führender in der Gesamtwertung                                   |